# Hilarographa ribbei
Hilarographa ribbei es una especie de polilla de la familia Tortricidae.
Fue descrita científicamente por Zeller en 1877.